# Bằng lăng nước
Bằng lăng nước hay đơn giản là bằng lăng (danh pháp hai phần: Lagerstroemia speciosa) là một loài thực vật thuộc chi Bằng lăng (Lagerstroemia - một chi lớn thảo mộc nước to). Tên này do Giáo sư Phạm Hoàng Hộ viết sách và đặt. Nó không hợp lý ở chỗ đây không phải là loài cây bẩm sinh sinh sống gần nước, mà nó còn mọc trên rừng, phù hợp nhiều loại đất. Do đó, nên đặt nó là bằng lăng lớn (giant crape-myrtle) hoặc bằng lăng Nữ hoàng (Queen's crape-myrtle) như tên Anh của nó. Tên tiếng Pháp là Lilas des Indes, tiếng Anh thông dụng là: Giant Crape-myrtle, Queen 's Crape-myrtle, Pride of India, Queen 's flower.

## Trồng trọt

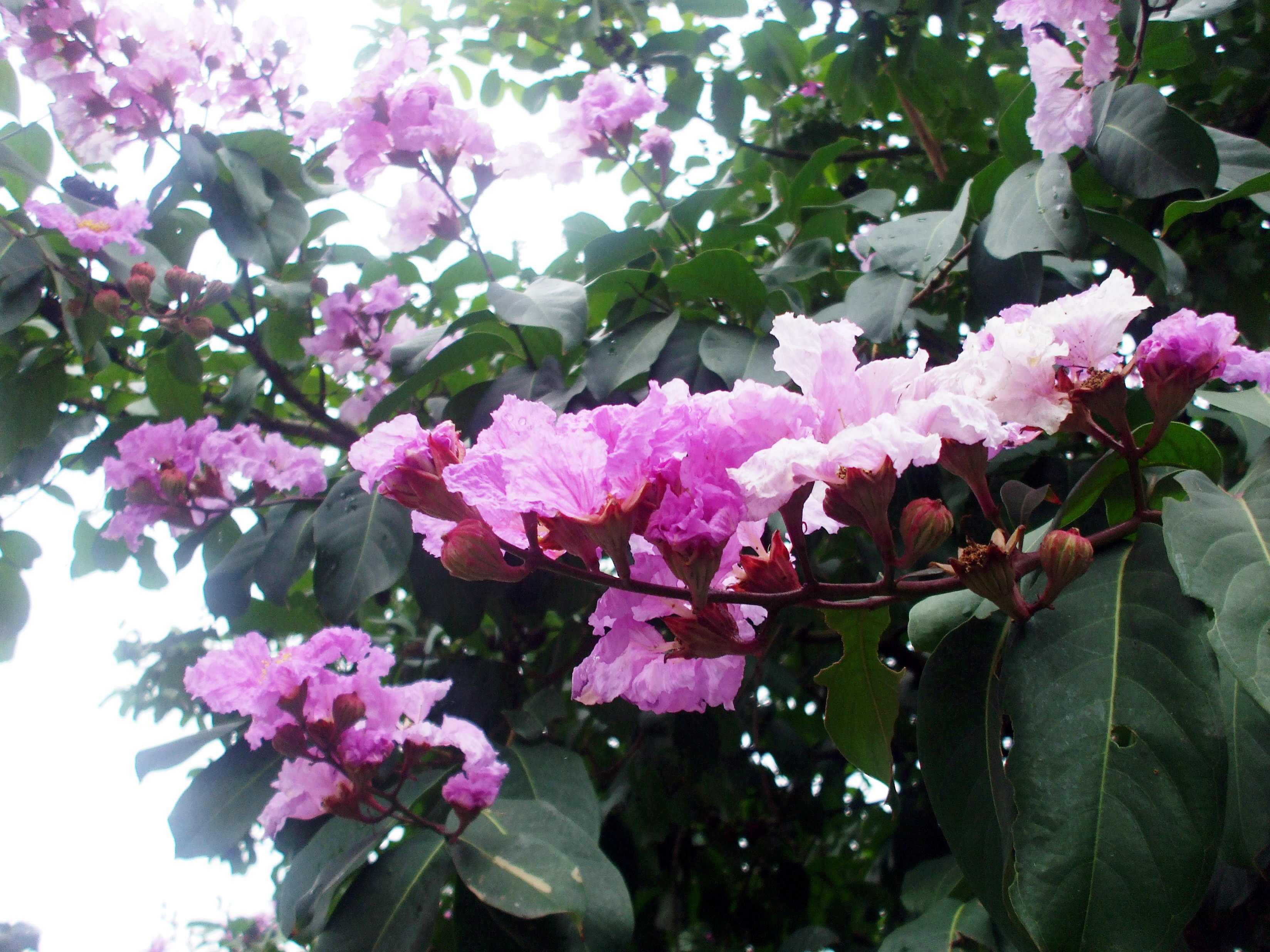
Bằng lăng tím tại Đền Hùng (Phú Thọ)

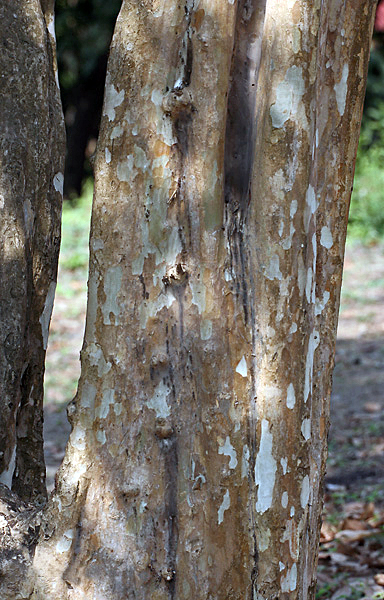
Thân
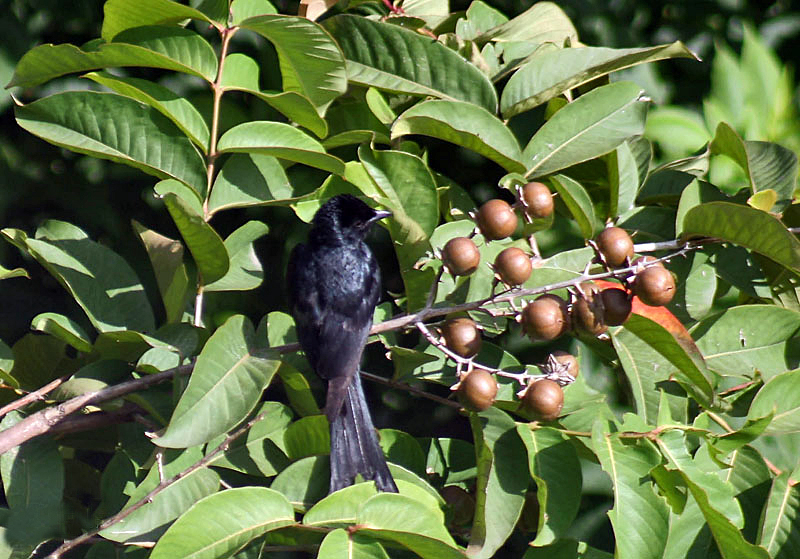
Quả
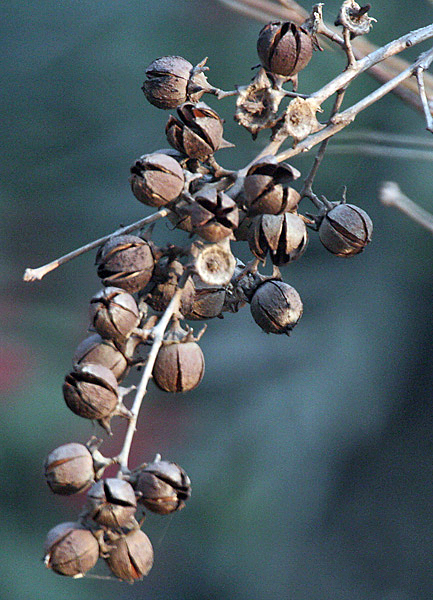
Quả khô
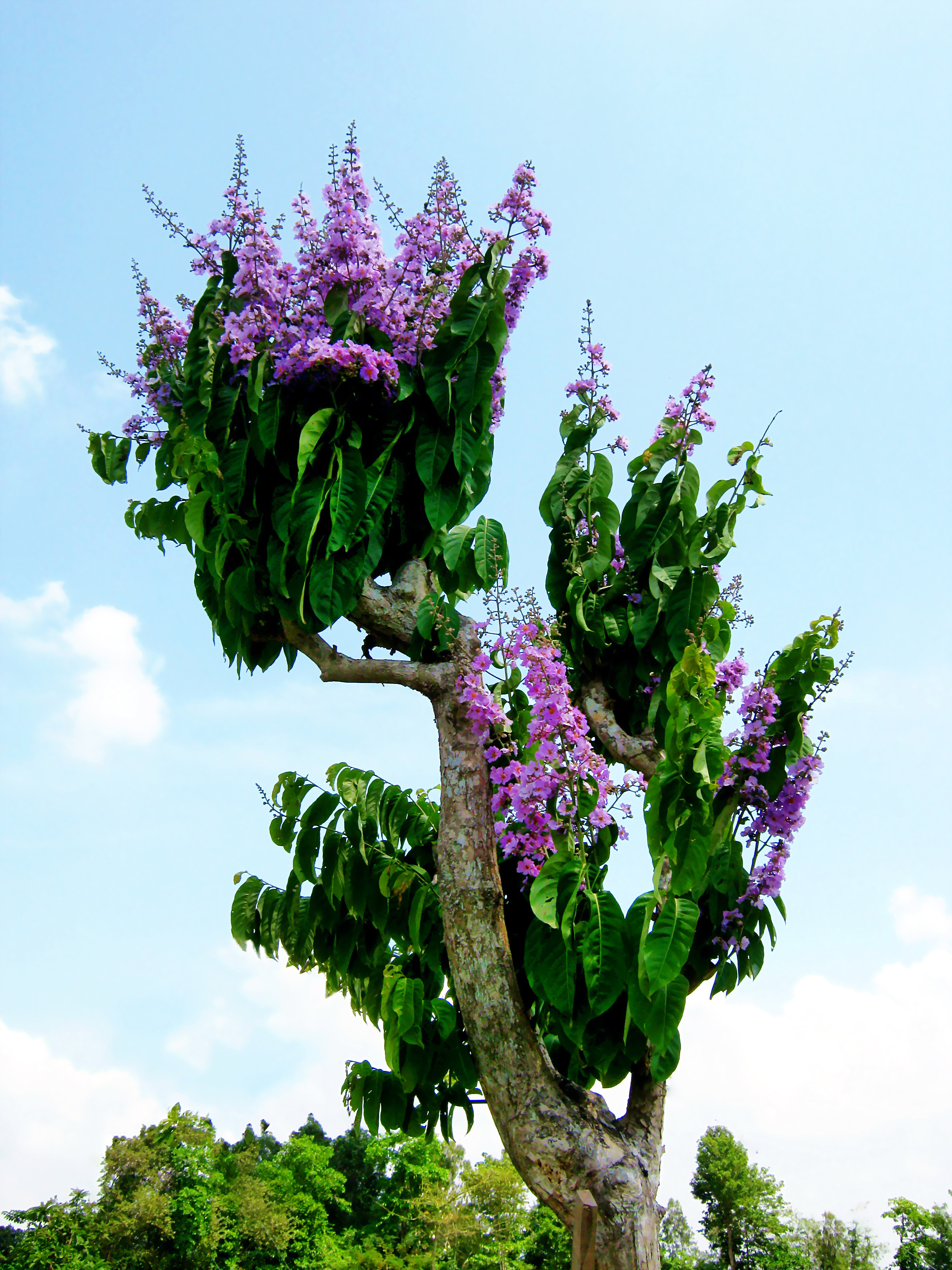
Bằng lăng tím.